# Mistrzostwa Polski w Biathlonie 1997
31. Mistrzostwa Polski w biathlonie odbyły się w 1997 w Dusznikach-Zdroju. Rozegrano cztery konkurencje: dwie konkurencje męskie: bieg indywidualny na dystansie 20 kilometrów i bieg sprinterski na dystansie 10 kilometrów oraz dwie konkurencje kobiece: bieg indywidualny na dystansie 15 kilometrów i bieg sprinterski na dystansie 7,5 kilometrów. Nie rozegrano biegów sztafetowych.

## Terminarz i medaliści
| Data | Konkurencja                | Złoto                            | Srebro                        | Brąz                              |
| 1997 | Bieg indywidualny mężczyzn | Jan Ziemianin Legia Zakopane     | Jan Wojtas Biathlon Wałbrzych | Wojciech Kozub Legia Zakopane     |
| 1997 | Bieg sprinterski mężczyzn  | Wiesław Ziemianin Legia Zakopane | Wojciech Kozub Legia Zakopane | Jan Ziemianin Legia Zakopane      |
| 1997 | Bieg indywidualny kobiet   | Agata Suszka Dynamit Chorzów     | Halina Pitoń Legia Zakopane   | Anna Stera MKS Duszniki-Zdrój     |
| 1997 | Bieg sprinterski kobiet    | Agata Suszka Dynamit Chorzów     | Halina Pitoń Legia Zakopane   | Halina Nowak-Guńka Legia Zakopane |